# Dasilameh (Lower River Region)
Dasilameh (Schreibvariante: Dasilame und Dasilami; Namensvariante: Corosima) ist eine Ortschaft im westafrikanischen Staat Gambia.
Nach einer Berechnung für das Jahr 2013 leben dort etwa 779 Einwohner, das Ergebnis der letzten veröffentlichten Volkszählung von 1993 betrug 672.

## Geographie
Dasilameh liegt in der Lower River Region im Distrikt Jarra East, rund 1,1 Kilometer östlich der South Bank Road.

## Kultur und Sehenswürdigkeiten
In Dasilameh ist ein historisches und religiöses Grabmal, das Grabmal des Saint Mustapha Darboe, als Kultstätte bekannt.